# Parafia Ewangelicko-Metodystyczna w Szczecinie
Parafia Kościoła Ewangelicko-Metodystycznego w Szczecinie – parafia ewangelicko-metodystyczna działająca w Szczecinie, należąca do okręgu zachodniego Kościoła Ewangelicko-Metodystycznego w RP.